# Verdun (Metro Montreal)

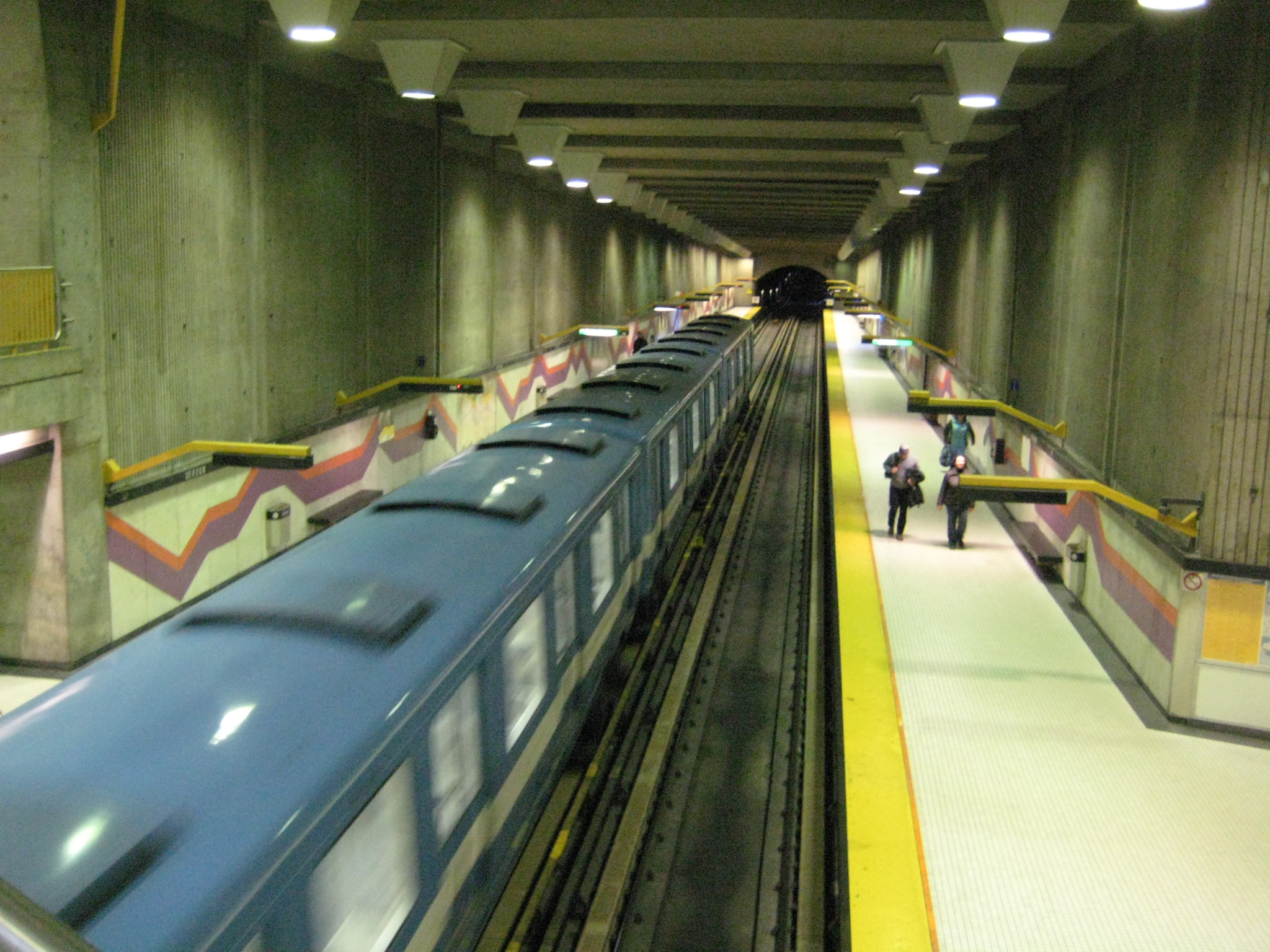
Blick auf die Bahnsteige

Verdun ist eine U-Bahn-Station in Montreal. Sie befindet sich im Arrondissement Verdun an der Kreuzung von Rue de Verdun und Rue Willibrord. Hier verkehren Züge der grünen Linie 1. Im Jahr 2019 nutzten 1.911.387 Fahrgäste die Station, was dem 55. Rang unter den insgesamt 68 Stationen der Metro Montreal entspricht.

## Bauwerk

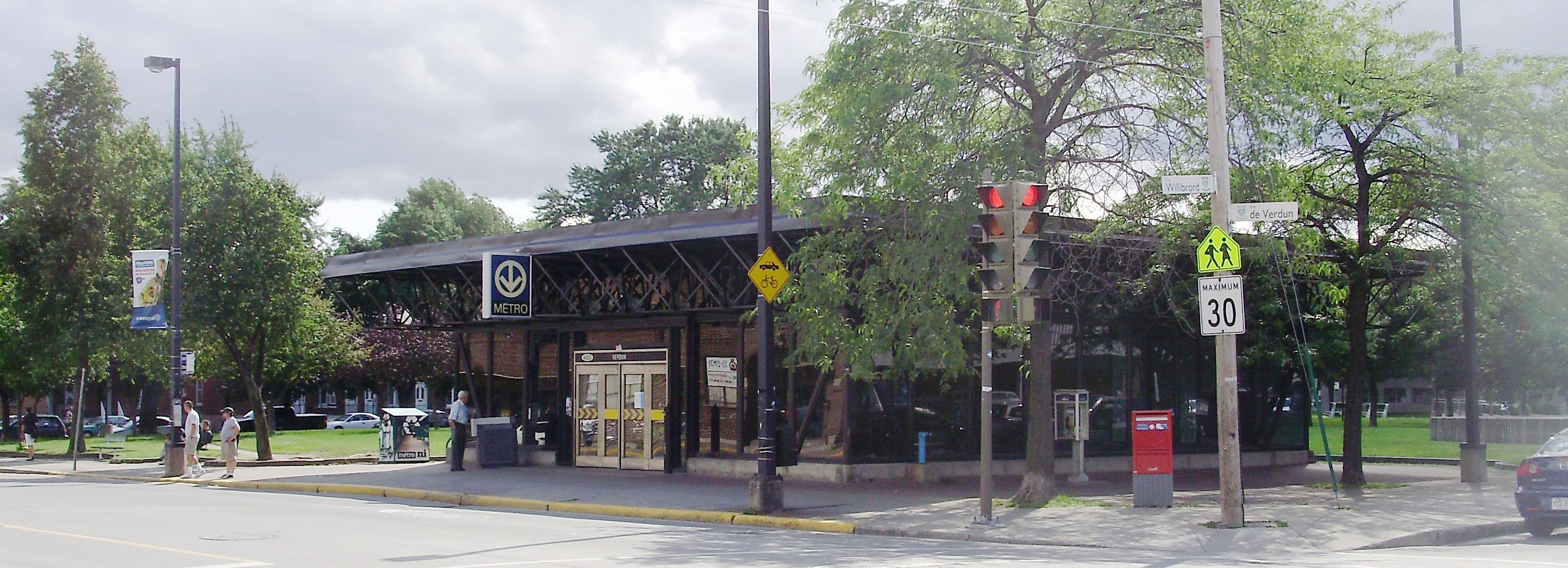
Eingangspavillon

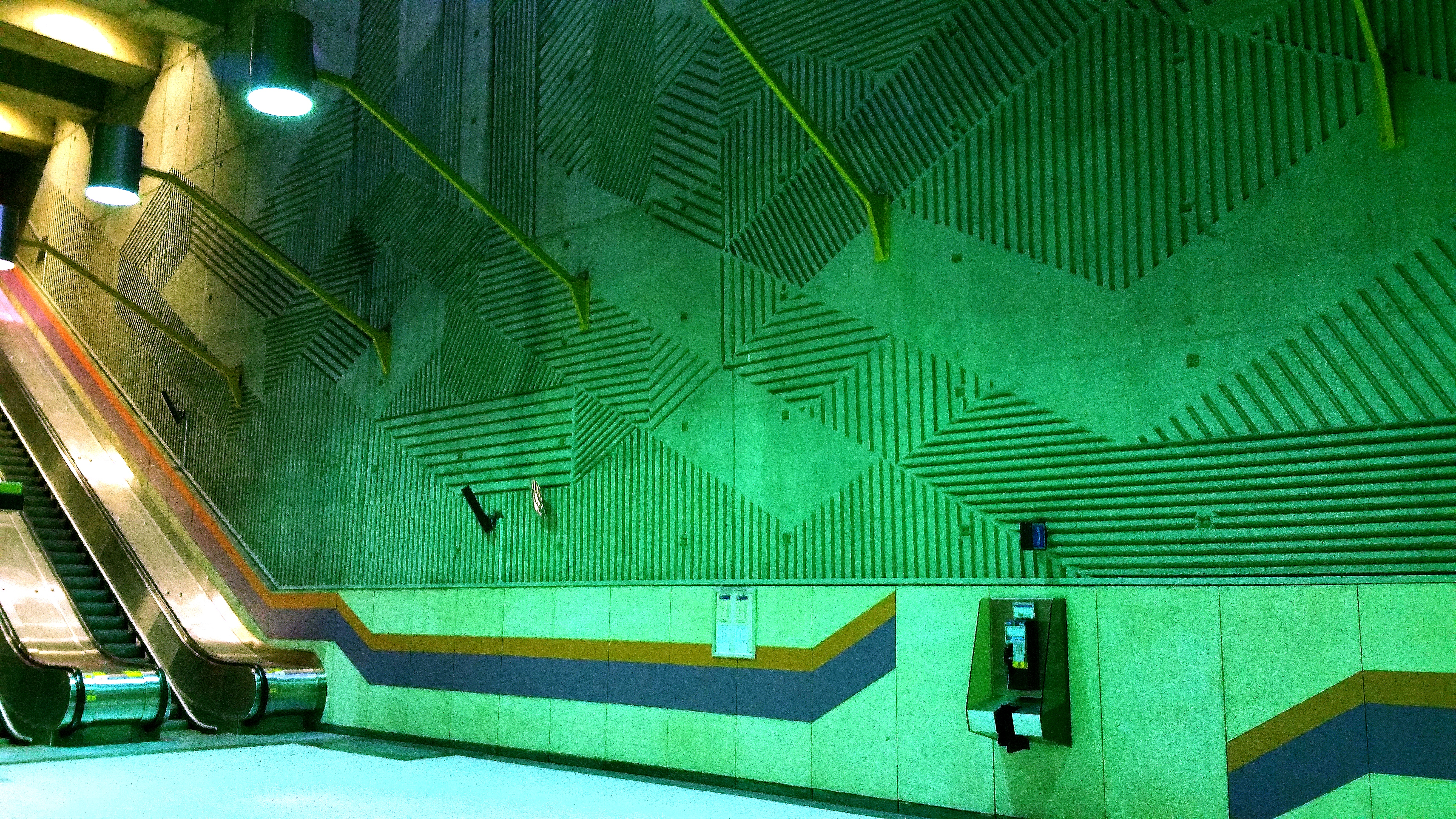
Wandrelief

Die von Jean-Maurice Dubé entworfene Station entstand in offener Bauweise, bedingt durch das Vorhandensein von weichem Utica-Schiefer, was den Tunnelbau stark erschwerte. Aus dieser Bauweise heraus ergab sich eine sehr hohe und äußerst geräumige Halle. Lebhafte Farben und Dekorationen lockern die weiten Flächen auf. Über die Gleise spannt sich die Verteilerebene in Form einer Brücke. Fenster an der Decke lassen das Tageslicht hinabscheinen. Es gibt zwei Eingangspavillon; einer ist ein freistehender Glas-Beton-Bau, der andere ist in eine Häuserzeile integriert.
In 21,9 Metern Tiefe befindet sich die Bahnsteigebene mit zwei Seitenbahnsteigen. Die Entfernungen zu den benachbarten Stationen, jeweils von Stationsende zu Stationsanfang gemessen, betragen 761,39 Meter bis Jolicoeur und 563,86 Meter bis De L’Église. Es bestehen Anschlüsse zu sechs Buslinien und einer Nachtbuslinie der Société de transport de Montréal.

## Kunst
Reliefs von Antoine Lamarche und Claude Théberge ziehen sich durch die gesamte Station. Der Anblick des oberen Teils der hohen und ausgedehnten Betonwände wird durch verschiedene geometrische Formen belebt. Über den unteren Teil der Wände ziehen sich rote und violette Streifen. Die Dekorationen hellen die Station auf und tragen dazu bei, dass sie nicht erdrückend wirkt.

## Geschichte
Die Eröffnung der Station erfolgte am 3. September 1978, zusammen mit dem Teilstück Atwater–Angrignon der grünen Linie. Namensgeber ist die Rue de Verdun. Der Name lässt sich bis ins späte 17. Jahrhundert zurückverfolgen und geht auf Saverdun, das französische Heimatdorf des lokalen Seigneurs Zacharie Dupuis, zurück.